# Christoffer Porath (död 1714)
Christoffer Porath, död 1714, var en tyskfödd svensk fäktmästare verksam vid Lunds universitet.
Inte mycket är känt om Poraths bakgrund och ungdom, men han tros ha invandrat till Sverige från Mecklenburg jämte sin yngre bror Dietrich Porath, också han fäktmästare, berömd för att ha skrivit den första svenska handboken i fäktning och sedermera adlad von Porat. Den äldre brodern Christoffer Porath uppnådde inte samma ära och berömmelse men blev i gengäld stamfar till en dynasti av fäktmästare vid ett flertal svenska universitet. Själv utsågs han 1684 till den första innehavaren av fäktmästarbefattningen vid Lunds universitet (inrättad redan 1672, men på grund av bland annat Skånska kriget ej tidigare tillsatt). Han innehade denna befattning fram till sin död 1714 då han efterträddes av sin son med samma namn.